# Кайла Юелл
Ка́йла Ное́ль Юе́лл (англ. Kayla Noelle Ewell); нар. 27 серпня 1985, Лонг-Біч, Каліфорнія, США) — американська акторка, відома за роллю Вікі Донован з телесеріалу «Щоденники вампіра».

## Життєпис
Кайла Ноель Юелл народилася 27 серпня 1985 року в Лонг-Біч (штат Каліфорнія, США). Від дитинства займалася танцями та співом. 1999 року талант юної Юелл помітив агент і її запросили на прослуховування. Вона закінчила середню школу 2003 року.

## Кар'єра
Перші роботи Кайли Юелл вийшли на екран 2000 року. Вона грала в мильній опері «Зухвалі і красиві» в 2004–2005 роках. Далі були нові роботи в фільмах і телесеріалах. 2009 року Юелл знялась у телесеріалі «Щоденники вампіра», де виконала роль спантеличеної наркоманки Вікі Донован й описала свою героїню як «справді розпусну ученицю середньої школи». Хоч її героїня проіснувала лиш перші 7 серій телесеріалу, роль принесла актрисі успіх. Її безтямну героїню вбив Стефан (Пол Веслі) з метою врятувати Елейну (Ніна Добрев). У листопаді 2009 року Кайла натякнула, що в неї все ще діє контракт із виробниками серіалу й вона може до нього повернутися. Проте Кевін Вільямсон заявив, що таких планів немає. Усе ж Кайла знову знялась у серіалі в кількох епізодах після того, як персонаж Стівена Р. Макквінна починає бачити привидів.

## Особисте життя
Живе в Лос-Анджелесі (штат Каліфорнія, США). На дозвіллі любить займатися живописом і скелелазінням.
22 серпня 2009 року Кайлу заарештували разом із Ніною Добрев, Кендіс Акколою, Сарою Кеннінг і Тайлером Шилдсом у Джорджії за порушення громадського порядку. Правда, невдовзі звинувачення було знято.

## Фільмографія
| Рік       | Назва                  | Оригінальна назва              | Роль                            | Примітки                 |
| --------- | ---------------------- | ------------------------------ | ------------------------------- | ------------------------ |
| 2000      | «Диваки і навіжені»    | Freaks and Geeks               | Maureen Sampson                 | Телесеріал - 3 епізоди   |
| 2000      | «Профайлер»            | Profiler                       | Faith Cleary                    | Телесеріал - 1 епізод    |
| 2004      |                        | Boston Public                  | Dianne                          | Телесеріал - 1 епізод    |
| 2004–2005 |                        | Зухвалі і красиві              | Caitlin Ramirez                 | Телесеріал - 132 епізоди |
| 2005      | «Чужа сім'я»           | The O.C.                       | Кейсі                           | Телесеріал - 3 епізоди   |
| 2006      | «Вероніка Марс»        | Veronica Mars                  | Angie Dahl                      | Телесеріал - 1 епізод    |
| 2006      | «Поцілунок на щастя»   | Just My Luck                   | Janet the Bank Teller           | У титрах не зазначена    |
| 2006      | «Матеріальні дівчата»  | Material Girls                 | Fabiella Receptionist           |                          |
| 2006      |                        | Close to Home                  | Cindy Robinson                  | Телесеріал - 1 епізод    |
| 2007–2008 | «Антураж»              | Entourage                      | Amy                             | Телесеріал - 3 епізоди   |
| 2008      |                        | Senior Skip Day                | Cara                            |                          |
| 2008      |                        | Impact Point                   | Jen Crowe                       |                          |
| 2009      |                        | Fired Up                       | Margot Jane Lindsworth-Calligan |                          |
| 2009      | «Кістки»               | Bones                          | Alyssa Howland                  | Телесеріал - 1 епізод    |
| 2009–2017 | «Щоденники вампіра»    | The Vampire Diaries            | Вікі Донован                    | Телесеріал - 12 епізодів |
| 2010      | «CSI: Місце злочину»   | CSI: Crime Scene Investigation | Bettina Clark                   | Телесеріал - 1 епізод    |
| 2010–2011 | «Доктор Хаус»          | House M.D.                     | Nika                            | Телесеріал - 2 епізоди   |
| 2011      |                        | Keeping Up with the Randalls   | Alicia Crosby                   | Телефільм                |
| 2011      | «Болота»               | The Glades                     | Maggie Bauman                   | Телесеріал - 1 епізод    |
| 2012      | «Франклін та Беш»      | Franklin & Bash                | Monica Ward                     | Телесеріал - 1 епізод    |
| 2013      |                        | The Demented                   | Taylor                          |                          |
| 2013      | «Перукарня Шуффелтона» | Shuffelton’s Barbershop        | Norma                           | Телефільм                |
| 2017      | «Люцифер»              | Lucifer                        | Аманда Белло                    | телесеріал               |
| 2018      |                        | Lethal Admirer                 |                                 | Телевізійний фільм       |
| 2019—2020 | Розуелл, Нью-Мексико   | Roswell, New Mexico            |                                 |                          |
| 2020      | Бетвумен               | Batwoman                       |                                 |                          |